# Serge Panizza
Serge René Panizza (Parigi, 19 novembre 1942 – Reims, 24 marzo 2016) è stato uno schermidore francese, vincitore di due medaglie di bronzo ai campionati mondiali di scherma.